# Overtoom 373CD (Amsterdam)

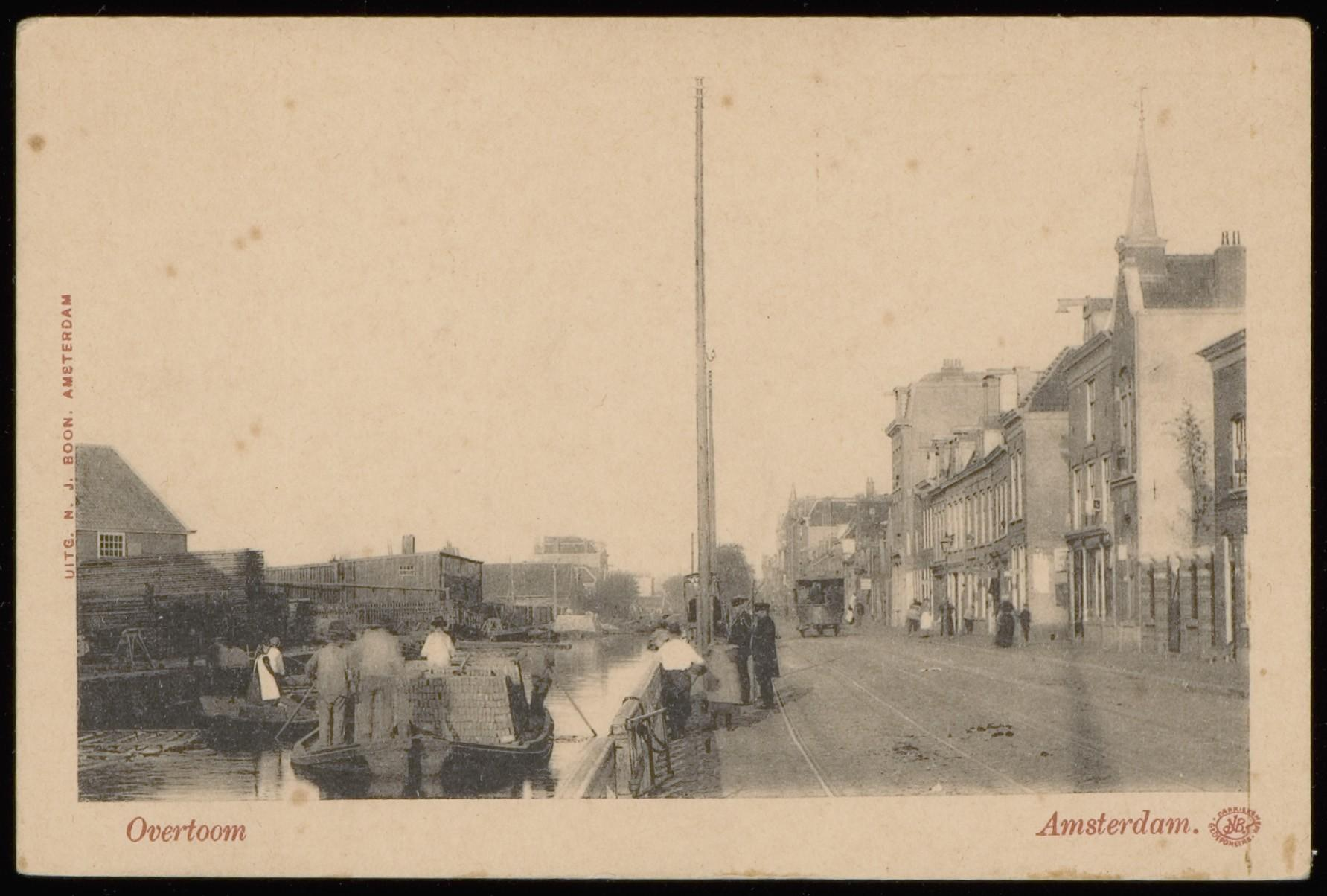
Tram op de Overtoom (circa 1895)

Overtoom 373-CD, Amsterdam is een gebouw aan de Overtoom in Amsterdam-West.

## Geschiedenis
De Overtoom en Overtoomsche Vaart vormden eeuwenlang een verbinding tussen Amsterdam-Centrum en de gebieden ten zuidwesten van de stad. Het was naast een verbindingsweg/vaart ook een industriegebied. Dat laatste veranderde in de tweede helft van de 19e eeuw, wanneer Amsterdam grond nodig heeft voor woningbouw etc. Als ook de gegoede burgerij dan ook nog de voorloper van het Vondelpark aan laat leggen (1864-1865) is er geen houden meer aan. De gemeente Amsterdam annexeerde steeds delen van buurgemeente Nieuwer-Amstel en er wordt al dan niet in overleg gebouwd. Daarbij wordt soms gebruik gemaakt van afwateringsslootjes van het Vondelpark, zoals bijvoorbeeld bij het Johannapark, die dwars op de Overtoom gesitueerd zijn. 
De uitbreiding leidde tot de aanleg tot een spoorbaan (trambaan) vanaf het Leidseplein op de Vondelskade (kade van de Overtoomsche Vaart) tot aan de Amstelveenseweg onder leiding van ingenieur-architect Dolf van Gendt.

## Bouw
Rond 1877 raakt ook de Amsterdamsche Omnibus Maatschappij tot hier. Ze heeft paardenstallen en remise nodig voor de paardentrams als ook een kantoor. Daarbij werd het kantoor geplaatst aan de Overtoom 373; de stallen op het achterterrein. Meerdere van die stallen verdeeld over de stad werden ontworpen door Dolf van Gendt, zo ook deze. Van Gendt kwam met een ontwerp in eclectische stijl. Behalve de stallen ontwierp hij ook een ziekenstal en smederij. Het zijn in baksteen opgetrokken gebouwtjes onder een zadeldak waarbij de nok steeds een kwartslag draait. Van het hoofdgebouw staat ze dwars op de Overtoom; van de bijgebouwen parallel daaraan. De gevel wordt opgesierd door drie houten overkragende dakjes, waaronder hijsbalkjes zijn geplaatst. De zolders dienden immers tot opslag van hooi en stro. Gevelopeningen zijn aangepast aan het gebruik van de achterliggende ruimten, zo zijn er deuren onder boogconstructies maar ook schuifdeuren (smederij). De toegangen van de ziekenstal en smederij konden vanwege het gebruik hun deuren plaatsen aan de koppen van het geheel (ziekenstal bij de Overtoom; smederij bij het Vondelpark). 
Het complex werd tussen 1900 en 1906 overbodig toen Amsterdam overschakelde op de elektrische trams. In 1936 vestigde zich hier een autobedrijf dat er ongeveer vijftig jaar haar bedrijf zou uitoefenen; het leverde een bijnaam op: Spijkersterrein (bedrijf groeide uit van autoverhuurbedrijf tot het "Spijkers Cebuto touringcarbedrijf"). Een projectontwikkelaar kocht het terrein met gebouwen met plannen voor sloop en nieuwbouw. Omwonenden hielden dat tegen onder andere onder aanvoering van het historisch karakter. Uiteindelijk kocht Stadsherstel het complex na 13 jaar leegstand en dus ook in verval. Directe zicht op herstel was er niet vanwege krakers die via onderhandelingen uiteindelijk de gebouwen rond 2003 verlieten. Architectenbureau Kenti en Partners begeleidden de verbouw tot herbestemming in woningen, winkels en er kwam nieuwbouw (dat buiten het monument valt) voor een kleinschalige zorginstelling voor gehandicapten (Villa Spijker), in 2015 kwam daar Villa Wereldkids. De verbouwing ging gepaard met sanering van de gronden, die vervuild bleken. Stadsherstel kon dat niet zelf betalen en kreeg bijdragen uit monumentenzorg en Stadsdeel Oud-West.   
Het complex kreeg al op 13 oktober 1999 de status van rijksmonument, waarbij als redenen werden aangevoerd:
- cultuurhistorische waarde
- zeldzaamheidswaarde (veel van de paardentramremises werd weer afgebroken)
- typologische waarde als paardentramremise
- industriële vormgeving voor werkplaatsen etc.
- vroeg ontwerp van Dolf van Gendt
- architecturele detaillering
- geschiedenis van de Amsterdamsche Omnibus Maatschappij

Sinds de aanleg onder leiding van Van Gendt zijn er altijd trams blijven rijden over de Overtoom, ook na de demping in 1903, al kwam ze toen in het midden te liggen. Als herinnering aan de tramremise liggen er twee tramrails in de toerit, deze zijn vermoedelijk niet origineel, maar geplaatst na de herbestemming.